# Rubí de Bracamonte
Rubí de Bracamonte est une commune de la province de Valladolid dans la communauté autonome de Castille-et-León en Espagne.

## Sites et patrimoine
L'édifice le plus caractéristique de la commune est l'église Santa María del Castillo.